# عزيز سامح التر
عزيز سامح التر (بالتركية: Aziz Samih İlter)‏ كاتب تركي، ولد في سنة 1293هـ/1877م في مدينة «كوروتشاي»، وتوفي في 2 ديسمبر 1948.
من مؤلفاته (بالتركية: ŞİMALİ AFRİKA'DA TÜRKLER)‏ والذي تُرجم إلى اللغة العربية بعنوان «الأتراك العثمانيون في أفريقيا الشمالية». وقد ترجم «عبد السلام أدهم» الجزء الثاني المتعلق بتاريخ تونس والجزء الثالث المتعلق بتاريخ إيالة طرابلس الغرب في كتاب واحد نُشر في 1969م. وأما الجزء الأول المتعلق بتاريخ الجزائر فقد تمت ترجمته على يد «محمود علي عامر» ونُشر في سنة 1989م.